# Fred Böhler
Fred Böhler (* 26. Juli 1912 in Zürich als Fritz Walter Böhler; † 10. Januar 1995 in Zumikon) war ein Schweizer Pianist und Bandleader im Bereich des Swing und der Unterhaltungsmusik.

## Leben und Wirken
Böhler, der als Kind Violine lernte, absolvierte 1927 bis 1931 eine Lehre als Textilzeichner in Zürich, gleichzeitig hatte er privaten Klavierunterricht. 1929 trat er erstmals in Amateurbands auf und spielte erste Plattenaufnahmen ein. Von 1931 bis 1936 studierte er am Konservatorium Zürich, um danach als Berufsmusiker zu arbeiten. Mit seinem Quintett, zu dem auch Eddie Brunner gehörte, hatte er 1939 auf der Schweizerischen Landesausstellung in Zürich grosse Erfolge. In den nächsten Jahren spielte er zahlreiche Piano-Duette ein, unter anderem mit Werner Kruse. 1943 bildete er eine Big Band, die bis 1948 Bestand hatte und zu der Musiker wie Gugu Dupuis, Hazy Osterwald, Glyn Paque, Rio de Gregori, Kitty Ramon und Marcel Bianchi gehörten. 1948 arbeitete er mit einem Sextett, in dem Pierre Cavalli und als Akkordeonist, Vibraphonist und Arrangeur Curt Prina mitwirkten und das bis 1951 u. a. in Deutschland, Holland und Dänemark auf Tournee war; anschliessend trat er im Trio oder in anderen Combos auf und spielte mit Eddie Brunner. Ab 1954 war er als Solo-Organist tätig und brachte einige Platten im Bereich der Unterhaltungsmusik heraus wie Hammond Special (Amadeo); als Gast-Solist des Kurorchesters Interlaken begleitete er Zarah Leander, Edith Piaf und Josephine Baker. Auf der Expo64 in Lausanne trat er noch einmal mit einer eigenen Combo auf. Ab 1965 betrieb er ein eigenes Elektroakustikgeschäft und machte gelegentlich Aufnahmen mit Unterhaltungsmusik. 1992 wandte er sich wieder dem Jazz zu und gab Konzerte, etwa mit den Berner Hot Strings und dem Metronome Quintett.

## Diskographische Hinweise
- The Bigband Years (ed. 1992)
- Hot Strings: I Saw Stars (Boota Lizar, 1993)